# Кимпулунджанка
Кимпулунджанка (рум. Câmpulungeanca) — село у повіті Бузеу в Румунії. Входить до складу комуни Мергерітешть.
Село розташоване на відстані 126 км на північний схід від Бухареста, 33 км на північ від Бузеу, 94 км на захід від Галаца, 96 км на схід від Брашова.

## Населення
За даними перепису населення 2002 року у селі проживали 276 осіб, усі — румуни. Усі жителі села рідною мовою назвали румунську.